# 南欧

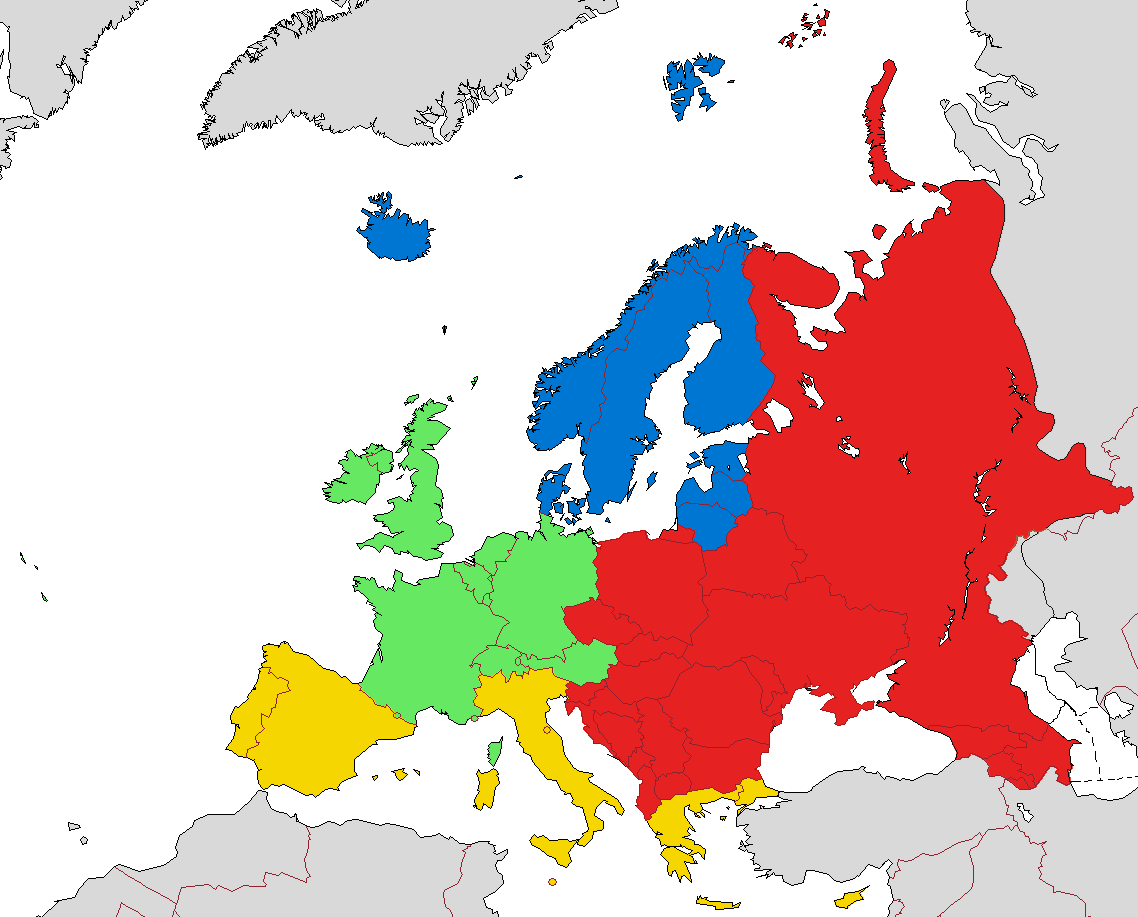
傳統上的南歐國家（黃色）

聯合國定義的南歐地區（綠色）

南歐是歐洲南部的簡稱，範圍包括伊比利半島、義大利半島及巴爾幹半島的南部，由法國，葡萄牙、西班牙、義大利及希臘等國組成，有时也稱為地中海歐洲，因為大多南歐國家靠近地中海。南歐隔著地中海與亞、非洲相望，自古以來與西亞及北非往來密切，同是重要的古文明起源地；對西方世界而言，南歐更孕育了古希臘、古羅馬文化，確立了早期的基督教文明，為西方的思想及知識體系奠定了基礎。

## 自然環境

### 多山的半島
由於板塊劇烈的擠壓，南歐形成了一系列的新褶曲山脈，如阿爾卑斯山、庇里牛斯山及第拿里山脈等，平均高度可達二、三千公尺以上，阿爾卑斯山脈甚至有許多高於四千公尺的山峰。雖然地勢高峻，但部分地區因早期冰河作用而形成隘口及狹長深谷，在交通上並未構成絕對的阻礙。
劇烈的擠壓，使地中海地區的半島與島嶼上，遍布高原、山脈或丘陵。如以麥西達高原為地形主體的伊比利半島，即是一古老且多山的隆起陸塊；義大利半島及希臘半島，則分別以亞平寧與班都斯山脈為其骨幹，因山脈多逼近海岸，故南歐的岩岸地形極為發達，有多懸崖峭壁的斷層式海岸，如義大利半島的亞得里亞海海岸；也有多岬角、灣澳、島嶼的谷灣式海岸，如希臘半島的愛琴海海岸。
地形的崎嶇與破碎，使南歐的河川普遍短小流急，缺乏廣大的平原；除義大利的波河平原及西班牙的瓦倫西亞平原等面積較大之外，其餘多是狹小的河口平原或沿海平原。
南歐地形上的特徵，在古代即已決定了地中海地區居民向海洋發展的優勢。地中海在拉丁文中是「陸地中央」之意，因半島或島嶼的分隔，擁有許多附屬海，如愛琴及亞得里亞海。平穩的海域及曲折多灣的海岸，為南歐提供了發展海運的絕佳條件；陸運的不便與河運缺乏，更使古代沿海城市之間，透過便利的海運，遠比鄰近的內陸更為容易。傳統上被視為歐、亞、非洲界線的地中海，無疑更像一條通衢大道；海洋文化對於地中海地區的歷史發展，可謂影響深遠。

### 地中海 陸地中的海洋
南歐的氣候除了伊比利半島西北岸較具海洋性，義大利北部及希臘半島北部稍具大陸性氣候外，大多呈現冬季溫溼、夏季乾熱的地中海型氣候。
橫亙於南歐北部的山脈，阻擋了冬季南下的冷氣團，故本區冬季並不寒冷，平均氣溫多可在5°~10°C以上，除了高山以外，冰雪並不多見。冬季為地中海地區的主要雨季，但雨日常少於一百天，年雨量約六、七百公釐，少者甚至只有三、四百公釐，已具半乾燥氣候的特徵。由於地形多山，山地西側迎風坡的雨量，均明顯多於東側的背風坡。
地中海地區夏季的降雨可能性極低，氣溫常達30°C以上。漫長的乾季，使南歐除了部分山區外，天然植被多是由灌木、耐旱喬木及草地所構成的稀疏樹林。晴朗無雲的天空與強烈的日照已使南歐夏季普遍炎熱，植被稀疏及石灰岩遍布更增強了酷暑之感，只有在海風吹拂的沿岸地區，才能稍減暑意。

## 西方文化                                 {南欧}
希臘、羅馬文化是古代歐洲發展最高的文化，這種文化優勢在地中海地區持續了兩千年以上，十六世紀以後才逐漸轉移至大西洋歐洲，除了希臘文化及羅馬文化外，歷史上南歐所屬的伊比利半島和巴爾幹半島也曾先後被來自北非和亞洲的伊斯蘭勢力所統治。

### 希臘文化
希臘由於地形崎嶇，土壤貧瘠，且氣候乾燥，對小麥和大麥等糧食作物的生產力不足，但橄欖和葡萄等作物，卻特別適合種植於此地。古希臘人利用他們優越的海洋條件，將葡萄酒、橄欖油及陶器運到許多遠離城鎮的鄉村，換來穀物、林產及金屬等物資。
古希臘人航海經商，不僅累積了眾多的財富、糧食及物資，文明發展也進入繁榮的城市階段，人民有餘力從事高層次的文化活動。如西元前五世紀的雅典城邦，不僅是西民主思潮的誕生地，更產生了大量文學、戲劇、哲學、藝術及建築的傲人創作，為西方文化奠定了不朽的根基。隨著古希臘人在地中海其他地區的殖民，希臘文化也廣為傳播，他們逐漸發展出共同的字母和語言，並且一起舉辦奧林匹克運動會。在希臘文明的巔峰時期，版圖一度擴及波斯、印度與埃及等地，希臘風格或仿希臘風格的文化要素，乃隨之擴散至北非、南亞一帶。

### 羅馬文化
緊接於希臘文明之後，羅馬人崛起於義大利半島西部的拉丁姆平原，開創了「拉丁文化」。極盛時期的羅馬帝國，版圖雄跨歐、亞、非三洲，把地中海變成了它的內海。
義大利半島以西的區域，包括高盧、西班牙及不列顛等地，在被羅馬帝國統治前從未發展出高度的文明，因此拉丁化甚深。羅馬統治者在這些地區建立了都市文明，都市內有雄偉的神殿與劇場，堅固的道路與輸水系統，熱鬧的廣場、市集與浴池。而拉丁文在行政、法律及教育上的使用，更使羅馬語在西方各省廣為流傳，對於後來西班牙語、葡萄牙語、法語及英語的形成，均有極大的影響。
位於帝國東部的希臘、埃及與西亞等地區，早在被羅馬征服前便擁有極高的文明，並深受希臘文化的影響，古希臘語仍是當時上層社會的共同語言。羅馬從希臘的哲學、藝術和文學中得到了完美範例，從起源於地中海東岸的宗教中得到了精神信仰，因此羅馬傳播至帝國西部的文化，事實上是汲取東方古老文化，並融合拉丁傳統後的新文化。
羅馬人雖在文學、美學與哲學的成就上不及希臘，但在制度、法律、建築及工程等實務上，對後世卻產生重大的影響。而透過羅馬，希臘文化才得以延續，即使在經歷北方蠻族入侵與文化發展緩慢的中世紀後，依然成為歐洲文藝復興的典範與動力。

## 地中海型農業
地中海地區特殊的自然環境與悠久的歷史文化，塑造出其特有的景觀與生活方式。在南歐的所有區域特性中，農業方式最能反應其自然環境的作用。

### 傳統的地中海型農業
溫暖的氣候是地中海地區農業發展的有利條件，但也有特殊的限制與問題，一是灌溉水源的不足，再者是山坡地土壤的流失。
雨量偏少是灌溉水源不足的主要原因，地形多山與河短流急，更使水源不易儲存，此問題在降雨量少卻蒸發旺盛的夏季最為嚴重，故除了水利設施較為完善的地區可進行灌溉農作之外，大多數的農地均需休耕。小麥大麥等糧食作物雖可栽培於冬、春的雨季時節，但雨水不足的問題依然存在，許多地區仍須實施隔年休耕，以蓄積足夠的水分，形成兩年輪種的制度。
耐旱果樹的栽培在地中海地區也極為重要。這些果樹的根可深入地下吸收水分，如遍布於貧瘠多石坡地的橄欖樹，是地中海地區最易辨識的農田景觀。橄欖樹悠久的栽培歷史，使其功用被高度開發，果實除了可醃漬食用外，亦可榨油作為食用油，或在皂化處理後成為清潔用品。
同樣極具栽培歷史的葡萄，由於品種、土壤、地形及釀酒技術的差異，可製成各種不同風味的酒，美酒佳釀因而成為許多鄉鎮的標誌，品酒也成為一種生活的文化與藝術。近代歐洲社會及世界各地的都市化與富裕化，使得酒的需求量大增，给地中海地區帶來了製酒工業的榮景。
地中海地區的傳統畜牧業，充分顯示出農民適應自然環境的能力。他們利用乾旱夏季的休耕期驅趕牲口上山，到雪融的草坡上放牧；因地形崎嶇且水草不豐，牲畜以山羊或綿羊居多。牧人們直到天寒雪降之前，才驅羊下山，準備冬耕。在氣候愈乾燥或地勢愈崎嶇的地方，如西班牙的內陸高原與義大利北部的山區，畜牧業也愈重要。但隨著農村人口的外流與農業商業化程度的提高，畜牧業已漸趨沒落。
南歐因雨量集中、地形多山且缺乏濃密植被的保護，坡地土壤面臨嚴重流失的威脅；而羊群在山坡上的放牧，常使情況更為惡化。其影響不僅是土壤更貧瘠，下游河道也因淤積而排水不順，形成極易引發瘧疾的沼澤。為了防止這些後果，自古以來農民便在坡地上修築梯田。
地中海地區的傳統農村在這些複雜的環境作用下，形成豐富多樣的土地利用型態。以波河為例，由平原、丘陵、台地以至山地，在不同季節均有特定的利用方式。雖然農業的發展日趨商業與專業化，地中海地區的農民在現代化的耕作技術下，仍依循著自古以來建立的法則。

### 變遷的農業
近年來西北歐迅速增加的都市人口，及本身也在逐步工業化的南歐，對於蔬、果、花卉及葡萄酒等產品的需求均日益增加；再加上運輸、灌溉及土壤改良技術的進步，共同促使了南歐農業的趨向商業化。
在追求最高利潤的原則下，南歐的農地已極少休耕，耕作愈趨集約；因無法與新大陸的廉價穀物競爭，小麥和大麥等糧食作物的種植已相對而言不再重要，蔬果、花卉等時鮮作物的栽培面積則日益增加。
義大利是歐洲共同體的創始國之一，希臘、西班牙與葡萄牙則於1980年代陸續加入該組織，南歐農產品的輸出市場因而更趨擴大。西班牙與義大利幾乎成為西北歐的「大菜園」；灌溉便利的波河平原、厄波羅河三角洲及瓦倫西亞平原等地，到處都是稻米、花卉及蔬果作物的專業區。葡萄、橄欖、柑橘及無花果等作物的栽培也愈趨專業化。
商業化的農業雖然改善了南歐農民的生活，但也存在着不少問題。交通便利的沿海農村與較為隔絕的內陸山村之間，貧富差距日益擴大；南歐各國的農場規模普遍不大，不易推行機械化耕作；大規模栽培同一種作物的專業化和商業化耕作不僅有生產過剩的危機，更易因氣候災害或病蟲而全部損失。

## 未來發展
中世紀以後，大西洋歐洲在政治、經濟及文化等各方面，均逐漸取代地中海而成為歐洲文明的重心。南歐各國雖因無數的文化古蹟與藝術寶藏而在近代成為觀光勝地，但除了義大利与西班牙以外，各國的經濟生產及國民所得，都遠遜於其他地區以外的歐洲。
能源缺乏给南歐現代工業的發展带来了极大的影响；近代專制政權更不利於南歐的經濟發與對外關係，如專制政權時期的西班牙與葡萄牙，在歐洲幾乎處於孤立的狀態。這些情況直到1970年代北非發現石油，及西、葡等國政治民主化以後，才漸有轉機。南歐各國除了利用油輪自北非輸入石油外，重要的海港更鋪設通往西歐與中歐的油管，成為石油的轉運站；西北歐高漲的工資，也使企業家逐漸將投資轉向勞力充裕且工資較低的南歐各國。
由於加入歐洲共同體，經濟相對處於弱勢的南歐，已逐漸被納為歐洲的一部分，與歐洲各國共求發展與繁榮。雖然南歐各國普遍存在政府效能不彰、經濟發展遭遇瓶頸、貧富差距過大及區域發展失衡等問題，但努力保存悠久傲人的歷史文化傳統，急起直追西、北歐的生活水準，仍是不變的發展方向。

## 特徵
南歐這個詞象徵很多不同的概念：
- 南歐氣候溫暖，居民也好客，有很多倍受歡迎的休假旅遊地點
- 现在的歐洲文化有很多来自南歐的古希臘或古羅馬
- 南歐居民大多是天主教信徒。因為没有多少宗教冲突，教堂很多，并且保留了很多歷史悠久的藝術和建築。
- 南歐出產各色蔬菜瓜果，出口橘子、番茄和辣椒、橄欖。
- 从地質学角度，南歐國家是在歐亞大陸板塊和非洲板塊相撞的地區，地殼不穩定，有很多火山。

## 範圍

### 伊比利半島
- 西班牙
- 葡萄牙
- 安道尔

### 義大利半島
- 義大利
- 梵蒂冈
- 圣马力诺
- 馬爾他騎士團

### 巴爾幹半島（除希臘外，其他巴爾幹半島國家亦被歸屬東歐國家）
- 阿尔巴尼亚
- 保加利亚
- 希腊
- 北馬其頓
- 蒙特內哥羅
- 科索沃
- 塞爾維亞

### 地中海島嶼
- 賽普勒斯
- 馬爾他
- 北賽普勒斯

## 情況
| 國家             | 面積 (km²) | 人口 (2021年 est.) | 人口密度 (per km²) | 首都       |
| ---------------- | ---------- | ------------------ | ------------------ | ---------- |
| 阿尔巴尼亚       | 28,748     | 2,854,710          | 111.1              | 地拉那     |
| 安道尔           | 468        | 79,034             | 179.8              | 安道爾城   |
|                  | 51,129     | 3,270,943          | 69                 | 薩拉熱窩   |
|                  | 56,594     | 4,060,135          | 81                 | 薩格勒布   |
| 賽普勒斯         | 9,251      | 1,244,188          | 123.4              | 尼科西亞   |
| 北賽普勒斯       | 3,355      | 0                  | 79                 | 北尼科西亞 |
| 直布罗陀 ( 英国) | 6.8        | 32,669             | 4,328              | 直布羅陀   |
| 希腊             | 131,990    | 10,445,365         | 85.3               | 雅典       |
| 義大利           | 301,338    | 59,240,329         | 200.5              | 羅馬       |
| 科索沃           | 10,908     | 1,920,079          | 159                | 普里什蒂納 |
| 馬爾他           | 316        | 526,748            | 1,306.8            | 瓦萊塔     |
| 蒙特內哥羅       | 13,812     | 627,859            | 50                 | 波德戈裡察 |
| 北馬其頓         | 25,713     | 0                  | 80.1               | 斯科普里   |
| 葡萄牙           | 92,090     | 10,290,103         | 114                | 里斯本     |
| 圣马力诺         | 61         | 33,745             | 501                | 聖馬力諾市 |
| 塞爾維亞         | 77,474     | 7,040,272          | 91.1               | 貝爾格萊德 |
| 斯洛維尼亞       | 20,273     | 2,119,410          | 101.8              | 盧布爾雅那 |
| 西班牙           | 504,030    | 47,486,935         | 93                 | 馬德里     |
| 土耳其           | 23,764     | 10,620,739         | 446.9              | 安卡拉     |
| 梵蒂冈           | 0.44       | 511                | 1877               | 梵蒂岡城   |

### 地區中主要城市
| 排名 | 城市                | 國家   | 人口      | 密度 (每平方公里) |
| ---- | ------------------- | ------ | --------- | ----------------- |
| 1    | 伊斯坦堡 (歐洲部分) | 土耳其 | 8,963,431 | 2,620             |
| 2    | 馬德里              | 西班牙 | 6,171,000 | 4,600             |
| 3    | 米蘭                | 意大利 | 5,257,000 | 2,800             |
| 4    | 巴塞隆納            | 西班牙 | 4,693,000 | 4,300             |
| 5    | 羅馬                | 意大利 | 3,906,000 | 3,400             |
| 6    | 那不勒斯            | 意大利 | 3,706,000 | 3,600             |
| 7    | 雅典                | 希臘   | 3,484,000 | 5,000             |
| 8    | 里斯本              | 葡萄牙 | 3,075,000 | 2,800             |
| 9    | 波多                | 葡萄牙 | 1,900,524 | 2,200             |
| 10   | 巴倫西亞            | 西班牙 | 1,570,000 | 5,800             |